# Kian Egan
Kian John Francis Egan (* 29. dubna 1980) je irský zpěvák, multiinstrumentalista a skladatel, nejlépe známý jako člen chlapecké skupiny Westlife. Byl porotcem The Voice of Ireland v roce 2013. Před Westlife Egan pracoval v obchodě s džínami a byl členem rockové skupiny Skrod, kde hrál na více než pět hudebních nástrojů, včetně kytary, klavíru a bicích. Egan je rovněž klavírista, na klavír ho naučil hrát jeho bratr Gavin Egan. V lednu 2014 vyšlo jeho debutové album Home. V roce 2009 se oženil s anglickou herečkou Jodi Albert, se kterou má tři syny: Koa (* 20. prosince 2011), Zekey (* 21. května 2015) a Cobi (* 29. září 2017).